# Успенска црква у Новом Саду
Успенска црква је православни храм у Новом Саду, припада Епархији бачкој Српске православне цркве и представља непокретно културно добро као споменик културе од изузетног значаја.
Црква посвећена Успењу Пресвете Богородице се налази у самом центру града, непосредно уз цркву је Српско народно позориште.
Прва Успенска црква је била скромна грађевина изграђена непознате године у западном делу града који је тада био под цивилном, камералном управом. После неколико деценија, 1765. године почета је изградња већег и лепшег храма.
Када је црква завршена, 1774. године, била је најлепша у граду. Посебно се истицао њен барокни торањ привлачећи пажњу пролазника. У унутрашњости се истиче олтарски простор у коме је под обложен ружичастим мермером.
Иконостас је осликао Јанко Халкозовић пореклом из Македоније уз помоћ новосадског сликара Васе Остојића. Иконостас спада у групу најразвијенијих и резбаријом најбогатијих олтарских преграда из времена барока на просторима Србије. Позлаћена разноврсна орнаментика има велику уметничку и занатску вредност.
На спољњем зиду цркве постоји неколико гробница, а истиче се гробна плоча царско-краљевског капетана Јована Јанковића од Бриња са његовим племићким грбом. Плочу је поставила 1843. године његова сестра баронеса Еуфемија Јовић.
Све до пред крај 1970их година 20. века црква је имала парохијски дом и порту. У порти су се налазили гробови значајних парохијана и свештеника Успенске цркве, које је разрушено приликом изградње зграде Српског народног позоришта.